# Van Nieuwenhove

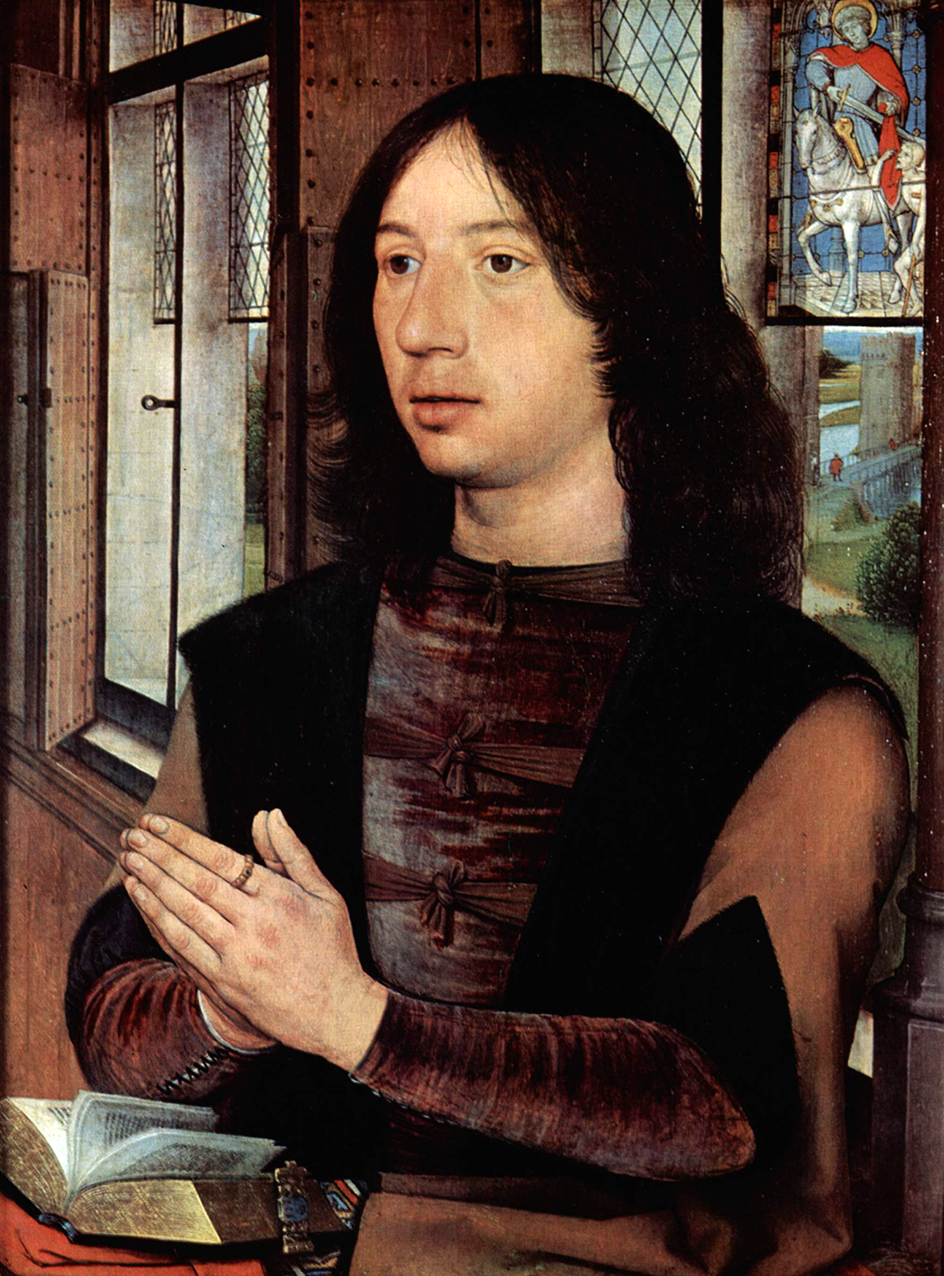
Maarten van Nieuwenhove op het beroemde tweeluik, door Hans Memling

Van Nieuwenhove was een notabele en adellijke familie uit Brugge en het Brugse Vrije.

## Genealogie
- Jan van Nieuwenhove, x Margaretha van der Scheure
  - Michiel van Nieuwenhove, x Katelijne van Belle
    - Maarten van Nieuwenhove, x Margaretha de Haultain
      - Jan van Nieuwenhove

  - Nicolaas van Nieuwenhove, x Agnès Metteneye
    - Jan van Nieuwenhove
    - Antoine van Nieuwenhove, x Isabella Bave

  - Jan van Nieuwenhove, x Barbara de Boodt
  - Antoine van Nieuwenhove (ca. 1430-1485)

## Geschiedenis
De familie van Nieuwenhove was een koopmansgeslacht in Brugge. Vanaf de vijftiende eeuw behoorde ze tot de zich adellijk gedragende families. In 1479 werd voor het eerst een van Nieuwenhove tot ridder geslagen. In de zestiende eeuw behoorde de familie tot de gevestigde namen binnen de Vlaamse adel.

## Jan van Nieuwenhove
Jan van Nieuwenhove (±1410 - 1462) werd in Brugge burgemeester van de schepenen in 1448 en burgemeester van de raadsleden in 1454. Hij trouwde met Marguerite van der Scheure (overl. 1456). Ze werden allebei begraven in de Onze-Lieve-Vrouwekerk. Hij werd in 1440 lid en in 1452 proost van de Edele Confrérie van het Heilig Bloed.

## Jan van Nieuwenhove zoon van Nicolaas
In 1479 werd Jan van Nieuwenhove, filius Clais, door Maximiliaan van Oostenrijk tot ridder geslagen voor de slag bij Guinegate. Van september 1483 tot maart 1485 was hij schout van Brugge. Hij was er burgemeester van de schepenen in 1482, 1488, 1493 en 1496.

## Jan van Nieuwenhove zoon van Michiel
Jan van Nieuwenhove (overl.1488), in 1486 thesaurier en in 1487 burgemeester van de raadsleden in Brugge, trouwde met Anna de Blasere. Hun zoon Michiel van Nieuwenhove (overl. 1474), getrouwd met Catharine van Belle, stierf nog voor zijn ouders. Die hun zoon Maarten van Nieuwenhove (overl. 1500), trouwde met Margaretha Haultins (overl. 1520). Ze werden allen in de Onze-Lieve-Vrouwekerk begraven.

## Maarten van Nieuwenhove
Maarten van Nieuwenhove (Brugge, 11 november 1463 - 16 augustus 1500) was een zoon van Michiel van Nieuwenhove en Katelijne van Belle, een kleinzoon van Jan van Nieuwenhove en Margaretha van der Scheure. Hij trouwde met Margaretha de Haultain. Het echtpaar had minstens een zoon, die Jan van Nieuwenhove heette. Maarten was 23 toen hij zich in 1487 door Hans Memling samen met de Madonna liet portretteren, hierdoor onsterfelijke roem verwervende. In 1495 werd hij raadslid van de stad Brugge en in 1497 werd hij burgemeester van de raadsleden. Hij was amper 37 toen hij overleed.